# 끄라부리군

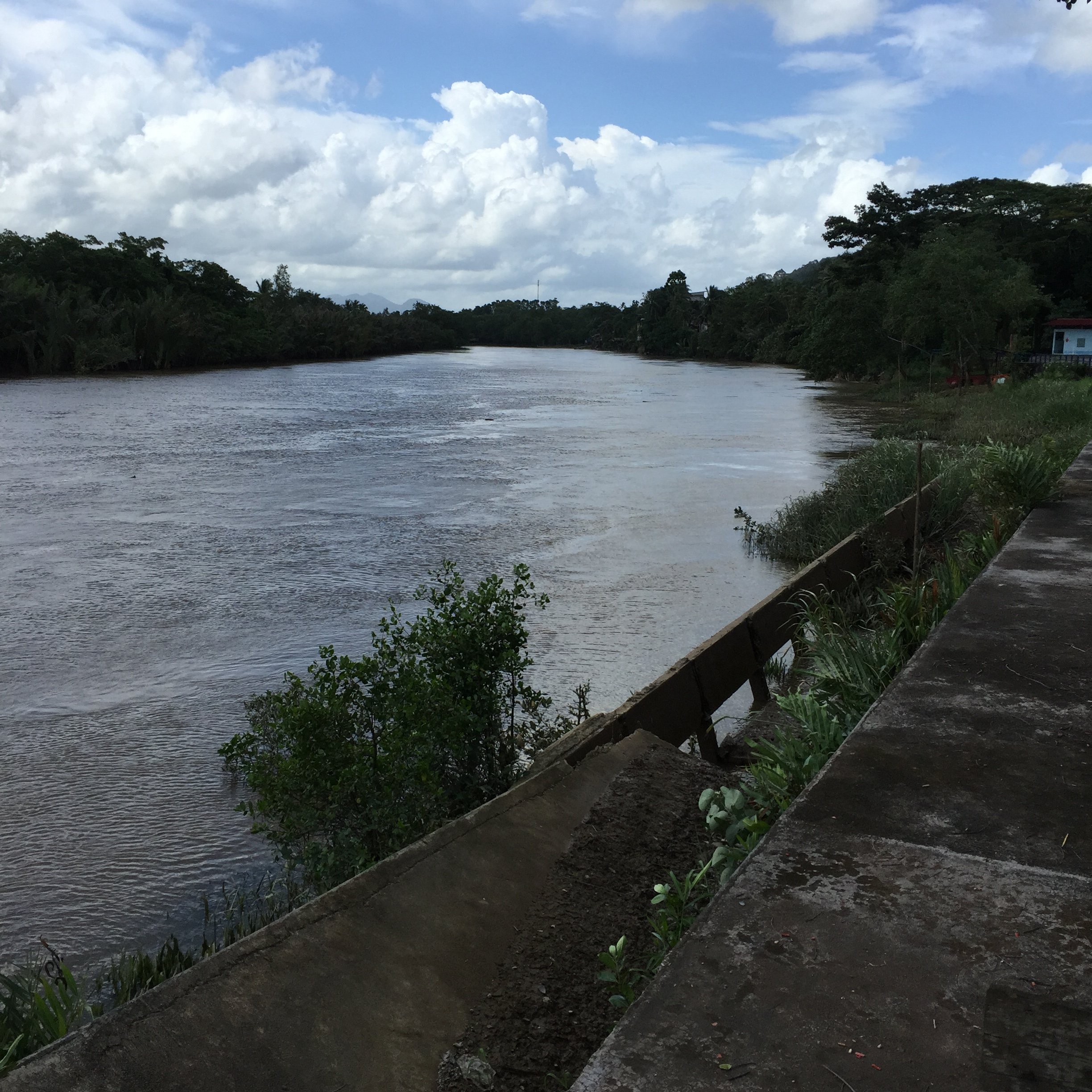

끄라부리군은 라농주의 행정 구역이다. 이 지역의 총 인구 수는 2005년 기준으로 44808명이다. 인구 밀도는 57.2km2이다.